# Deutsche Gesellschaft für pädiatrische und adoleszente Endokrinologie und Diabetologie
Die Deutsche Gesellschaft für pädiatrische und adoleszente Endokrinologie und Diabetologie (DGPAED) ist eine wissenschaftliche Fachgesellschaft. Die DGPAED setzt sich gemeinsam mit anderen Fachgesellschaften für die Interessen der Pädiatrischen Diabetologie und Endokrinologie ein, um die Versorgung von Kindern und Jugendlichen mit entsprechenden Erkrankungen zu erhalten und zu verbessern. Die DGPAED ist Mitglied der Arbeitsgemeinschaft der Wissenschaftlichen Medizinischen Fachgesellschaften (AWMF).

## Ziele und Aufgaben
Die Deutsche Gesellschaft für pädiatrische und adoleszente Endokrinologie und Diabetologie (DGPAED) veranstaltet jährliche Jahrestagungen, Symposien und Seminare zur Weiterbildung und erarbeitet Statements zu pädiatrisch diabetologischen und endokrinologischen Fragen. Wissenschaftliche Tätigkeiten auf diesem Gebiet werden von der Gesellschaft unterstützt und die DGPAED sieht sich als Ansprechpartner für alle an der Versorgung aktiv Beteiligten, inklusive Politik, G-BA, Krankenkassen.

## Aktivitäten

### Arbeitsgemeinschaften
Innerhalb der Gesellschaft haben sich zahlreiche Arbeitsgruppen formiert. Aktuelle Arbeitsgebiete (Stand 30. September 2024) sind:
- Adipositas
- Folgeerkrankungen und assoziierte Erkrankungen bei Diabetes
- Diagnostische Aspekte in der Diabetologie
- Varianten der Geschlechtsentwicklung
- Inklusion
- Insulin-Pumpentherapie im Kindes- und Jugendalter
- Kalzium-Phosphat - Knochenstoffwechsel
- Kinder- und jugendpsychiatrische Aspekte in der Kinderdiabetologie
- Nebenniere/Adrenogenitale Syndrom (AGS)
- Pädiatrische Endokrinologie und Diabetologie in der Praxis
- Pubertät und Gonaden
- Schilddrüse
- Wachstum und Hypophyse

### Veranstaltungen
Die DGPAED plant, die Jahrestagung JA-PED auszurichten. Erstmals geschah dies im September 2024 in Köln.

## Veröffentlichungen
Die Gesellschaft veröffentlicht Stellungnahmen zu Vorgehensweisen, Maßnahmen und Standards in ihrem Fachgebiet. Hierzu gehören insbesondere auch medizinische Leitlinien.

## Kooperationen
Die Gesellschaft unterhält Partnerschaften mit den folgenden ärztlichen Fachgesellschaften:
- Deutsche Gesellschaft für Kinderheilkunde und Jugendmedizin (DGKJ)
- Deutsche Gesellschaft für Endokrinologie (DGE)
- Deutsche Diabetes-Gesellschaft (DDG)

## Geschichte
Die Gesellschaft wurde 2022 durch Zusammenschluss der im Jahr 1992 gegründeten AGPD (Arbeitsgemeinschaft für Pädiatrische Diabetologie) und der 2011 gegründeten DGKED (Deutsche Gesellschaft für Kinderendokrinologie und-diabetologie) hervor, welche zum Jahresende 2023 aufgelöst wurden. Die Vorgängerorganisation DGKED war seit 2013 Mitglied der AWMF. Die DGPAED ist in diese Mitgliedschaft eingetreten.